# Tessenderlo Group
Tessenderlo Group voorheen Tessenderlo Chemie is een Belgisch bedrijf uit de chemische sector. Het bedrijf ontstond in Tessenderlo en vormt nu officieel de Tessenderlo Group. De groep is een internationaal chemieconcern en is actief op het gebied van voeding, landbouw, waterbeheer en efficiënt gebruik en hergebruik van natuurlijke grondstoffen. Tessenderlo Group wordt verhandeld op de Euronext Brussel en maakt deel uit van de BelMid-aandelenindex.

## Activiteiten
Tessenderlo Group is internationaal actief en biedt oplossingen op het gebied van voeding, landbouw, waterbeheer en efficiënt gebruik en hergebruik van natuurlijke grondstoffen. De Groep telt ongeveer 5.000 werknemers die werken in meer dan honderd vestigingen.
De activiteiten zijn onderverdeeld in drie bedrijfssegmenten.
- Agro: dit segment is actief in de productie en verkoop van gewasvoedingsstoffen, zoals vloeibare meststoffen en kaliumsulfaat, en gewasbeschermingsproducten.
- Bio-valorization: hier worden dierlijke bijproducten verwerkt. Akiolis haalt dierlijke bijproducten op en zet deze om in eiwitten en vetten. Gelatine is actief met de productie en verkoop van hoogstaande collageeneiwitten.
- Industrial Solutions: fabriceert en verkoopt kunststof leidingsystemen, chemicaliën voor waterbehandeling en overige industriële activiteiten. Onder deze laatste activiteit vallen de productie en verkoop van chemicaliën voor de mijnbouw en industriële toepassingen, en het recupereren van industriële procesvloeistoffen.

In 2014 werd iets meer dan de helft van de omzet behaald in Europa en nog eens 30% werd gerealiseerd in Noord-Amerika. Het Agrosegment leverde in dat jaar zo’n driekwart van de bedrijfswinst. Ongeveer de helft van het personeel is actief in het segment Bio-valorization.

## Geschiedenis

### Ontstaan
In 1892 richtten de broers François en Émile Raynaud op vraag van priester Eugène Keesen langs de spoorlijn Mol-Tienen in Tessenderlo de Société Chimique Exploitation des Procédés Raynaud op.
In oktober 1919 werden de installaties aangekocht door L'Union Française des Produits Chimiques & Matières Colorantes. De naam Produits Chimiques de Tessenderloo, afgekort PCT, werd aangenomen. Men produceerde kaliumsulfaat (potas voor meststoffen) en zoutzuur. De eerste directeur van PCT was Nestor Sevrin, zoon van volksvertegenwoordiger Emile Sevrin.
In 1923 sloot men een commerciële overeenkomst met het Franse Kalimijnen in de Elzas (Frans: Mines domeniales de potasse d'Alsace, afgekort MDPA), een van de leveranciers. In 1929 richtten Produits Chimiques de Tessenderloo (PCT) en Franse Kalimijnen in de Elzas (MDPA) samen de onderneming Produits Chimiques du Limbourg, afgekort PCL, op. MDPA was hierin vertegenwoordigd door hun verkoopsmaatschappij Société Commerciale des Potasses d’Alsace. Er werd een nieuwe fabriek gebouwd langs het Albertkanaal in Kwaadmechelen (momenteel deelgemeente van Ham). Men legde er zich toe op de productie en export van kaliumsulfaat en dicalciumfosfaat. In mei 1925 trok het bedrijf naar de beurs van Brussel. Tegen 1930 telde PCT al zo'n 1.000 werknemers. Ruim 80% van de productie was bestemd voor wereldwijde export.
Door de wereldwijde crisis na de beurskrach van 1929 kwam PCT in moeilijkheden en moest ze een aantal maatregelen nemen waaronder de verkoop van zijn aandelen in Produits Chimiques du Limbourg (PCL) aan Mines domeniales de potasse d'Alsace (MDPA) in 1936. Het zette zijn eigen productieprocessen op.

### Ramp van Tessenderlo
Op woensdag 29 april 1942 vond een zware ontploffing plaats in het bedrijf waardoor de hele fabriek en de ruime omgeving verwoest werden. Doordat het bedrijf vlak bij het centrum lag, was de impact enorm: naast grote materiële schade vielen er 189 doden en meer dan 900 gewonden te betreuren. Na een controversiële enquête bij de buurtbewoners, van wie de meesten werknemers waren bij PCT, of middenstanders die van de klandizie van de werknemers leefden, werd de nieuwe fabriek - tegen de wil van de meerderheid van de bewoners en het gemeentebestuur, maar onder druk van de Bestendige Deputatie van de Provincie Limburg - op dezelfde plaats herbouwd, in plaats van op de nieuwe industriezone aan het Albertkanaal, ver van de bewoonde zone.

### Ontwikkeling en diversificatie
In 1954 koopt de Kalium Groep een belangrijke participatie in de PCT. De Kalium Groep is een onderdeel van de Elzasser Kalimijnen; de fabriek PCL in Kwaadmechelen hoort er ook toe. Beide fabrieken (PCT en PCL) komen onder dezelfde leiding.
In 1964 werd het bedrijf Duché (voorheen Pont Brûlé) uit Vilvoorde overgenomen, waarmee ook gelatineproductie in de groep werd geïntroduceerd.
In 1966 wordt moedermaatschappij Kalium Groep onderdeel van de nieuwe onderneming Entreprise Minière & Chimique, afgekort EMC, een Frans staatsbedrijf.
De volgende jaren werden nog verschillende dochterbedrijven opgericht en gebeurden verschillende overnames. In 1969 richtte men de Limburgse Vinyl Maatschappij (LVM) op in samenwerking met DSM, waarmee men in 1972 in Tessenderlo startte met de productie van vinylchloride, de basisbouwsteen van polyvinylchloride (pvc). Bij een herstructurering in 1972 wordt de dochter PB Gelatins opgericht en wordt de naam Produits Chimiques de Tessenderloo omgedoopt in Tessenderlo Chemie. PB Gelatins nam in 1973 Colles et Gelatines de Zaventem uit Zaventem over. In 1975 volgden verdere overnames van Nienburger Gelatine in het Duitse Nienburg/Weser en van Limburgse Rubber Producten (LRP).
In 1976 begon men in Tessenderlo met de productie van benzylchloride en verwierf men het Franse Société Artésienne de Vinyle (SAV) uit Mazingarbe. In 1980 verkreeg men een aandeel van 100% in Benzyl Chemie.
In 2006 wordt er een eenheid voor de productie van ethyleendichloride (EDC) in gebruik genomen en wordt een installatie gebouwd voor de productie van natronloog (NaOH).

### Vervuiling van beken
De beken Grote Laak en Winterbeek werden gedurende decennia zwaar vervuild door lozingen van Tessenderlo Chemie; in zulke mate dat de beek vandaag bekend staat als een van de meest vervuilde van Vlaanderen. De Laak is vooral vervuild met zware metalen als arseen en cadmium en chloriden Al minstens sinds de jaren zeventig was geweten dat Tessenderlo Chemie afvalwater loosde in de Grote Laak en de Winterbeek. Om het afvalwater met hoog zoutgehalte van Tessenderlo Chemie af te voeren naar een waterzuiveringsstation in Antwerpen werd in de jaren 70 de Smeerpijp Limburg-Antwerpen gebouwd. Door de lozing in de Laak en de Winterbeek waren die beken in brakwaterriviertjes veranderd. De Smeerpijp werd echter nooit voor afvalwater in gebruik genomen en de lozingen gingen nog heel lang door.
In de jaren 90 werden inspanningen gedaan om de lozingen te beperken zodat deze onder de normen vielen. Een 'optimale' zuivering van het lozingswater zou echter niet economisch rendabel zijn. Aangezien Tessenderlo Chemie nog bleef lozen, was het niet zinvol om met een bodemsanering te starten. Sinds 2014 werkt Tessenderlo Chemie met OVAM aan de sanering van een andere vervuilde beek, de Winterbeek.

### 2011-2013
In 2011 wordt de site in Tessenderlo verkocht aan INEOS waardoor de link met de plaats Tessenderlo in de naam verdwijnt.. De site in Tessenderlo komt in 2015 in handen van International Chemical Investors Group (ICIG) en Vynova wordt opgericht. Vynova wordt de nieuwe naam van de activiteiten in Tessenderlo.
De dichtstbijzijnde vestiging in Ham bleef Tessenderlo Chemie. De onderzoeksafdeling van Tessenderlo Chemie, het Tessenderlo Innovation Center, blijft op de Vynova site in Tesserderlo.
In 2013 verkocht de groep zijn profielenactiviteiten in continentaal Europa aan de investeringsmaatschappij OpenGate Capital, zijn compoundsactiviteiten aan het Japanse Mitsubishi Chemical, de afdeling pvc-pijpleidingen en de Italiaanse dochterbedrijven.
Eind juni raakte bekend dat een derde van de banen in de vestiging te Ham zou verdwijnen. Dit leidde tot sociale onrust en onder andere twee stakingen.
In juli 2013 nam weefgetouwenbouwer Picanol Group een participatie in Tessenderlo Chemie NV over van de Franse overheid en komt het bedrijf weer in Belgische handen. SNPE SA verkocht het 27,6% aandelenbelang in Tessenderlo Chemie voor een prijs van 22 euro per aandeel .

### Fusie met Picanol
In december 2015 werd een fusie aangekondigd tussen Tessenderlo Group en de industrietak van Picanol. De combinatie ging verdergaan als Picanol Tessenderlo Group NV en zou dan vier bedrijfsactiviteiten gehad hebben: Agro, Bio-valorization, Industrial Solutions en Machines en Technologies. De fusie moest met gesloten beurzen gebeuren, waarbij Tessenderlo nieuwe aandelen zou uitgeven die de Picanol-aandeelhouders een meerderheidsbelang in de nieuwe groep gegeven zou hebben. Begin maart 2016 bliezen de partijen de fusie echter af. Er was onvoldoende draagvlak voor de fusievoorwaarden bij de andere aandeelhouders van Tessenderlo Chemie. Op 8 juli 2022 kondigden Picanol en Tessenderlo de intentie aan te fuseren. Aandeelhouders van Picanol zouden 2,43 aandelen van Tessenderlo Group krijgen voor ieder aandeel van Picanol dat ze bezitten. Enkel Tessenderlo Group zou dan nog op de beurs noteren. Het is de bedoeling om de transactie af te ronden tegen het einde van 2022.

### Tessenderlo Group
In 2017 werd de naam Tessenderlo Chemie officieel veranderd in Tessenderlo Group.

## Mobiliteit
De fabriek heeft een aansluiting op spoorlijn 17  die in Diest aansluiting geeft in op spoorlijn 35 naar Hasselt en Leuven. Tessenderlo Chemie was in 2023 een van de enige bedrijven met aansluiting op deze goederenlijn.

## Naslagwerken
- Verbraecken, Anja, Oxidatie van a,b-onverzadigde aldehyden, eindwerk Katholieke Hogeschool Limburg, 2007
- Alles over Tessenderlo Chemie, Het Laatste Nieuws, 06/11/2013